# Bandera de la República Socialista Soviética de Lituania
La bandera de la República Socialista Soviética de Lituania fue adoptada por la RSS de Lituania el 30 de julio de 1940. Es una modificación de la bandera nacional de la URSS. 

## Descripción
La bandera de la República Socialista Soviética de Lituania se presenta como un paño rectangular de color rojo con una franja verde en la parte inferior, sobre la cual hay una delgada franja blanca (las cuales representan a los amplios campos y bosques de la región), con el martillo y la hoz dorados, y la estrella con bordes dorados en la parte superior del cantón.

## Historia
En un principio, la bandera era roja con una hoz y martillo dorado en la esquina superior izquierda, y los caracteres latinos LIETUVOS TSR (RSS de Lituania en el idioma lituano) sobre la hoz y el martillo.
El 15 de julio de 1953, una nueva bandera fue adoptada. Fue modificada para cumplir los nuevos requisitos para todas las banderas de las repúblicas socialistas soviéticas. La parte superior de color rojo ocupaba ⅔ partes del ancho e incorporaba la hoz y martillo y la estrella roja. La parte inferior podía ser personalizada por cada república. Lituania agregó 2 franjas: una blanca delgada y una verde más grande (¼ del ancho). La bandera fue abandonada en noviembre de 1988, aun antes de que Lituania declarara su independencia en marzo de 1990. El Soviet Supremo de la República Socialista de Lituania, inspirado por el movimiento pro-independencia Sąjūdis, reformó la constitución y adoptó la bandera tricolor de Lituania que había sido usada durante los años entre la primera y segunda guerra.

Bandera de la República Socialista Soviética de Lituania (1940-1953)
Bandera de la República Socialista Soviética de Lituania (1953-1988)